# Tjappsåive
Tjappsåive (umesamiska: Tjähppsåjvvie) är en ort i Arvidsjaurs socken i Arvidsjaurs kommun. Byn ligger mellan Auktsjaur och Moskosel vid Inlandsbanan och länsväg 640, strax nordväst om E45. Tjappsåive har fortfarande en hållplats vid järnvägen.
Sökningar på sidan Ratsit i juli 2018 visade 16 personer över 16 års ålder folkbokförda i Tjappsåive.